# Garraway's Coffee House

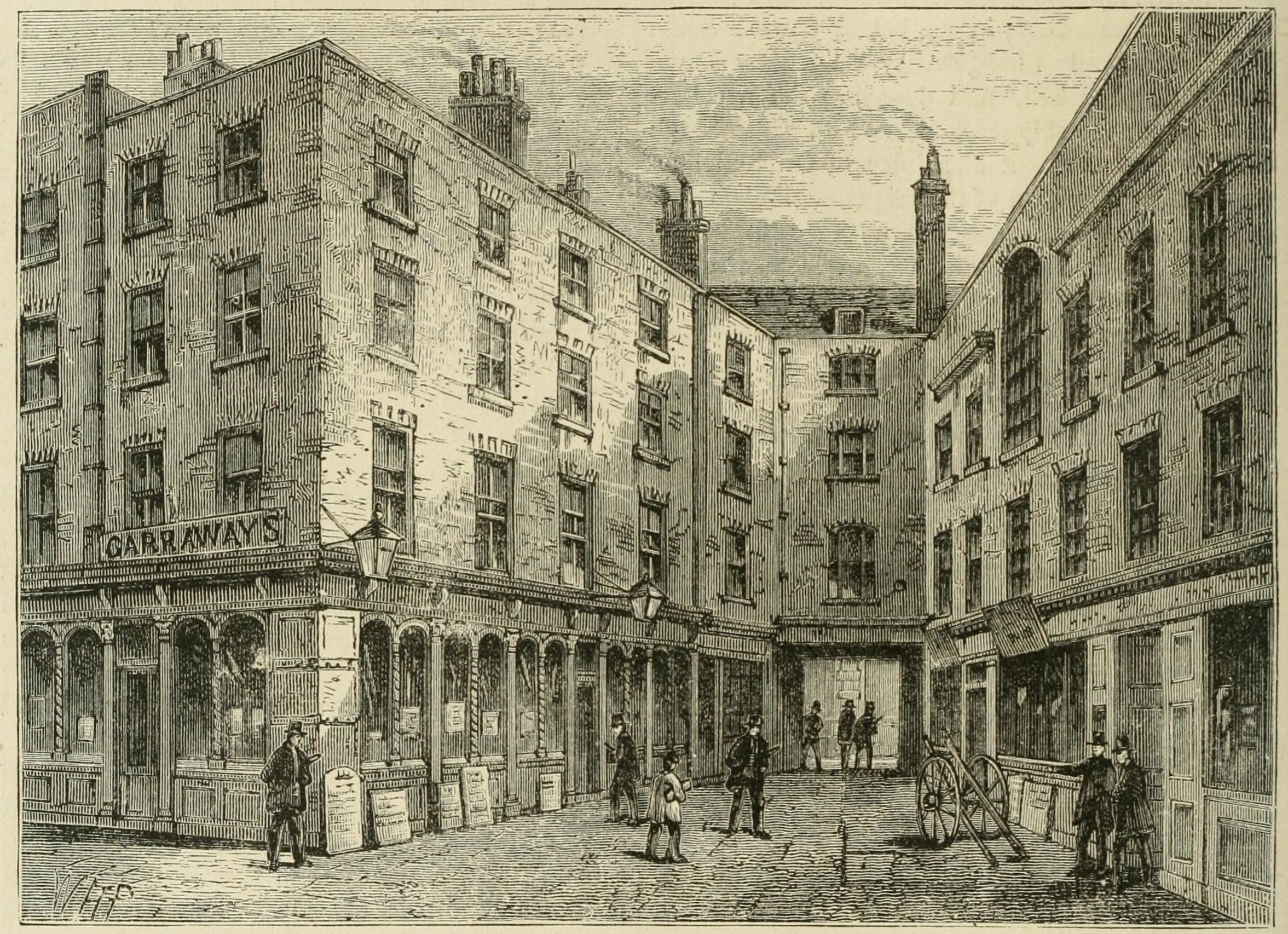
Le café Garraway's peu de temps avant sa démolition.

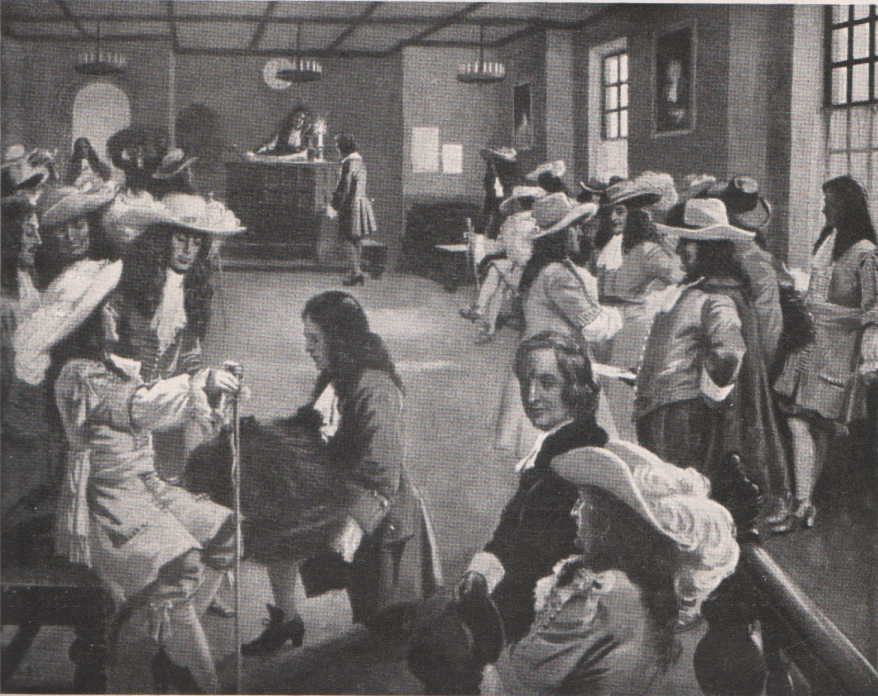
En 1671, la Compagnie de la Baie d'Hudson vend ses premières fourrures au Garraway's Coffee House.

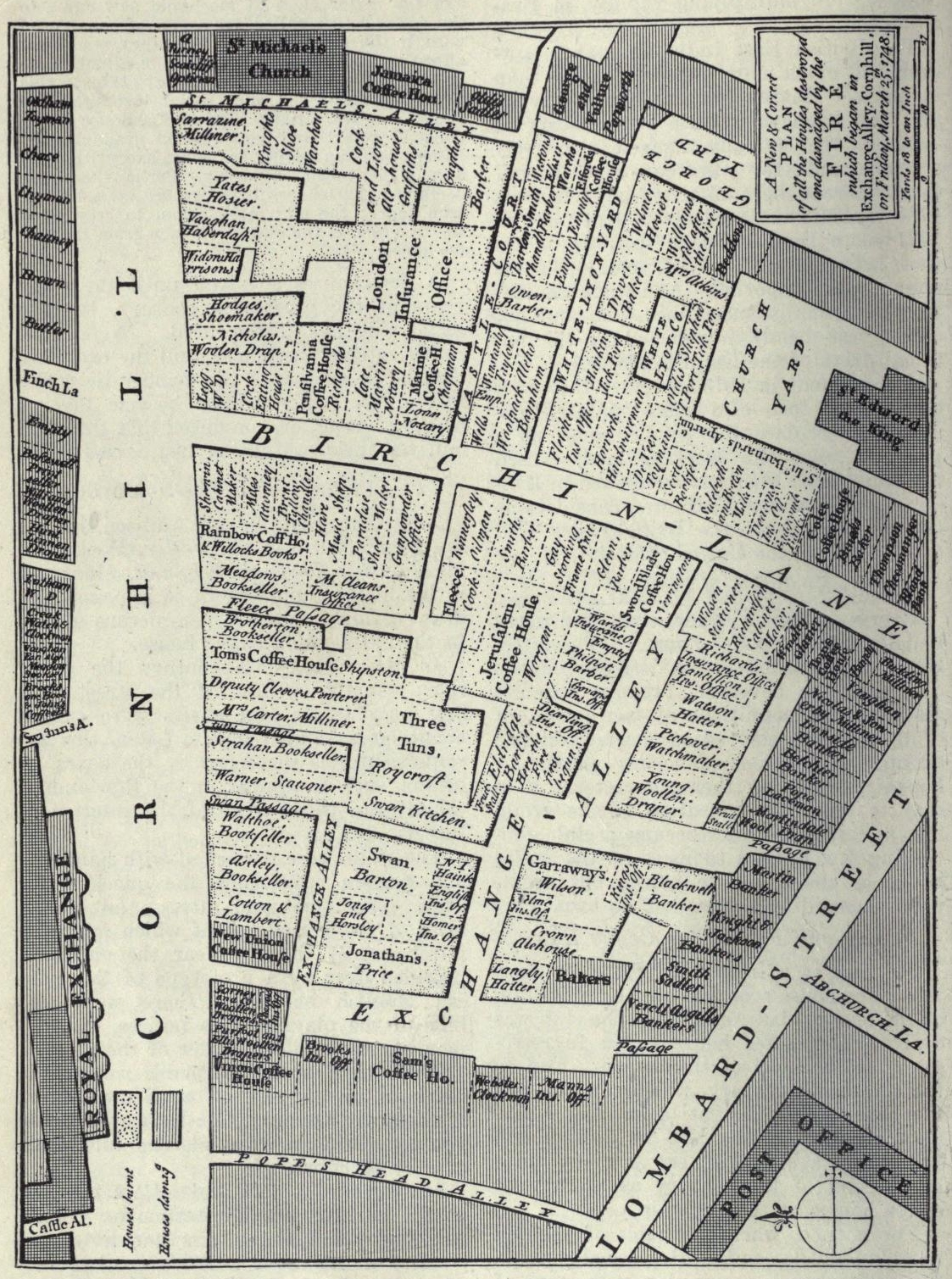
Carte des cafés d'Exchange Alley, avant l'incendie de 1748.

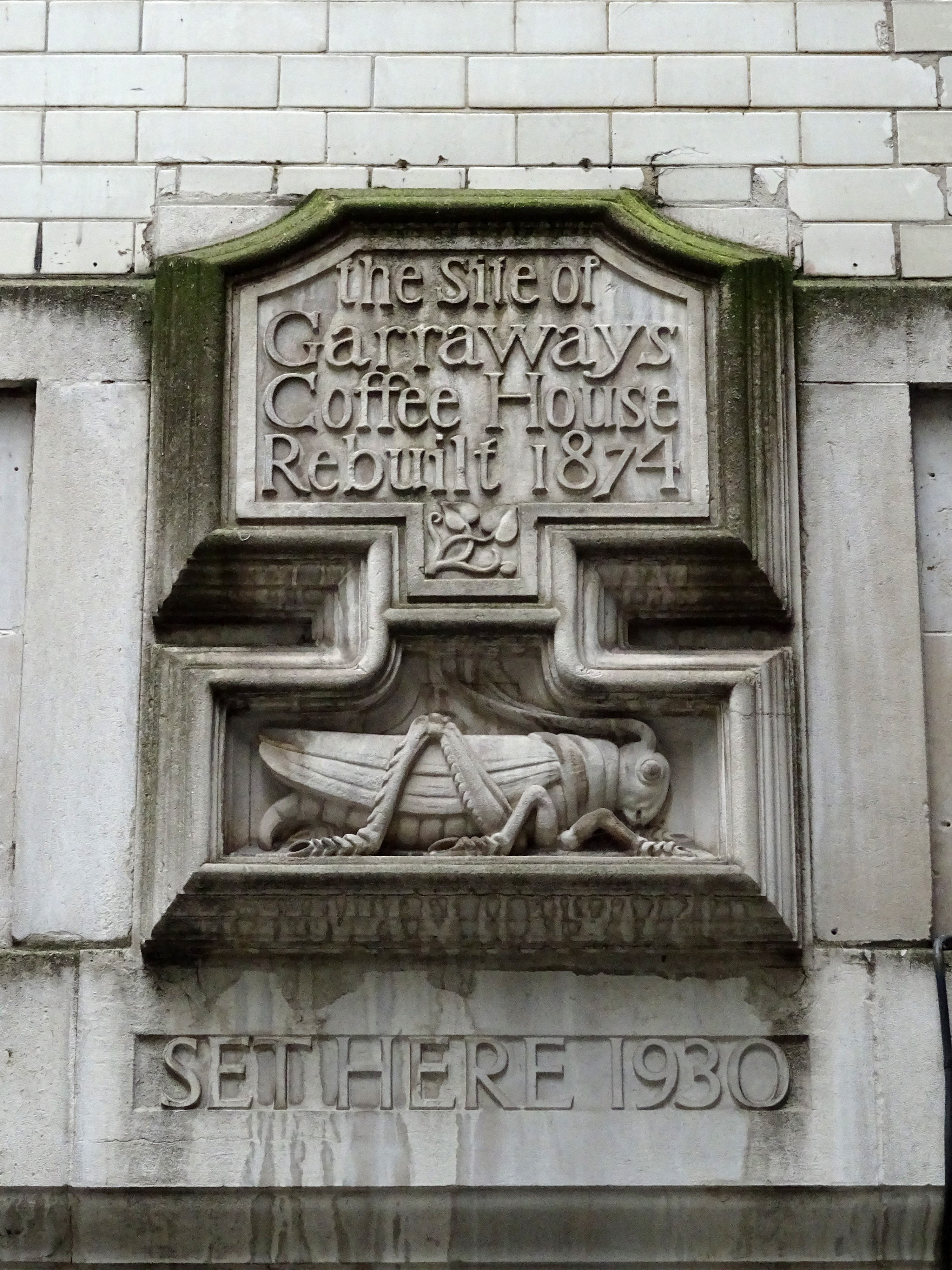
Le site du Garraway's Coffee House reconstruit en 1874.

Garraway's Coffee House est un café londonien situé dans Exchange Alley à l'époque où ces maisons servent de lieux importants où d'autres affaires sont menées.  On disait déjà que son propriétaire d'origine, Thomas Garway, était la première personne en Angleterre à vendre du thé avant l'ouverture de la maison, et lorsqu'il commence à le vendre là en 1657, la maison est devenue la première maison de thé en Angleterre. La Compagnie de la Baie d'Hudson organise sa première vente de fourrures au café en 1671.
Différents types de marchands fréquentent différents cafés, notamment les marchands de thé de Garraway, ainsi que de nombreux investisseurs de la South Sea Bubble des années 1710. L'établissement devieny célèbre comme salle de sandwichs et de boissons et on dit que le fabricant de sandwichs passait deux heures à préparer la nourriture de chaque journée.
Les œuvres de Charles Dickens incluent de nombreuses références à Garraway's,  et Daniel Defoe a écrit qu'il était fréquenté par de riches commerçants de la City.